# Савант, Кшама
Кшама Савант (англ. Kshama Sawant; /ʃɑːmə sɑːˈwʌnt/; родилась 17 октября 1973 в Пуне, Индия) — американская социалистка индийского происхождения, экономист и программист, активистка «Социалистической Альтернативы» (секция троцкистской Интернациональной Социалистической Альтернативы, ранее носившей название Комитет за рабочий интернационал), член городского совета Сиэтла.

## Биография
Из семьи индийской интеллигенции.
Её отец, инженер, погиб под колёсами пьяного водителя.
Её левые взгляды сформировались под влиянием недовольства нищетой и кастовой системой на родине. Информатик и программист по первой профессии, Савант закончила Мумбайский университет в 1994 году. Иммигрировав из Индии в США со своим первым мужем, программистом Microsoft, она также получила экономическое образование и диплом доктора философии в Университете штата Северная Каролина.
Поселившись в Сиэтле, начала преподавать экономику в местных вузах, включая Университет Вашингтона и Ли. Гражданство США получила в 2010 году. Она также присоединилась к «Социалистической Альтернативе» — радикальной левой партии, стоящей на позициях марксизма, троцкизма и демократического социализма.
Получила известность благодаря её участию в организации в Сиэтле движения «Occupy Wall Street», которое она высоко оценивала за введение в политические дебаты понятий «класс», «капитализм» и «социализм». Во время этих протестов (как и позже, на акциях за повышение минимальной оплаты труда) подвергалась арестам.

## Участие в выборах
В ноябре 2012 года участвовала в выборах в палату представителей штата Вашингтон от Сиэтла, но с 29 % голосов уступила тогдашнему спикеру палаты Фрэнку Чоппу с 70 %. Однако уже в следующем, 2013 году, выборы в Сиэтлский городской совет принесли ей успех: получив 35 % голосов на августовских праймериз, в ноябре она обошла действующего депутата, члена Демократической партии Ричарда Конлина, и заняла одно из 9 депутатских мест в горсовете.
Её кампанию не поддерживал никто из местного истеблишмента (выборы в Сиэтле проводятся на беспартийной основе, но побеждают на них обычно члены Демократической партии), но поддержали ряд низовых инициатив, вокалист группы System of a Down Серж Танкян с гитаристом Rage Against the Machine Томом Морелло и альтернативный журнал «Stranger».
Кшама Савант стала не только первым социалистом, дошедшим до этапа общегородских выборов в Сиэтле с 1991 года, но и первым победившим с момента избрания Анны Луизы Стронг в школьную комиссию в 1916 году В горсовете Сиэтла социалистов не было со времён Э. У. Пайпера, избранного в 1877 году.
Савант была переизбрана в 2015 году — вновь вопреки враждебности мейнстрима и благодаря 600 волонтёрам в своей избирательной кампании. На праймериз она получила 52,6 % голосов, а на выборах — 55,7 %. По итогам этих выборов, обеспечивших беспрецедентное представительство женщин и цветных депутатов, в городском совете Сиэтла сложилось прогрессистское большинство.

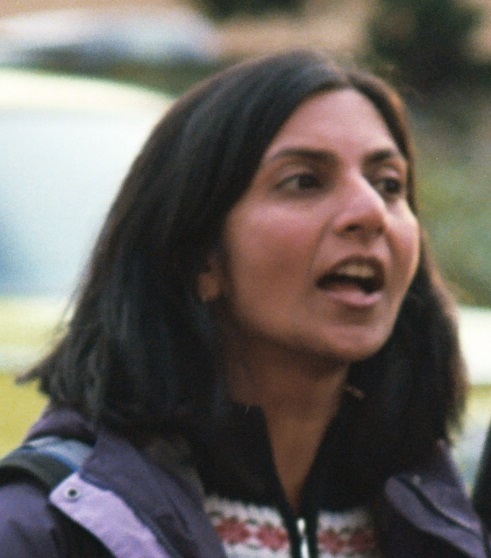
Кшама Савант на акции

## Политические позиции
Её энергичная кампания внесла вклад в то, что в мае 2014 года её город стал первым в США, увеличившим минимальную оплату труда до уровня в 15 долларов (двое мэров города отмечали её личную роль в привлечении внимания общественности к этой инициативе). Из собственной депутатской зарплаты в $117 000 она оставляет $40 000 (средняя зарплата в Сиэтле), а остальные деньги жертвует в политический фонд для кампаний социальной справедливости. Одновременно безуспешно требовала введения налога на миллионеров и транспортную реформу за этот счёт (бесплатный проезд для бедных, а также расширение автобусного и легкорельсового общественного транспорта).
Кшама Савант призывает к выходу за рамки двухпартийной системы, построению независимой партии рабочего класса, национализации крупных корпораций, общественной собственности на средства производства и демократическому социализму. Одной из первых поддержала президентскую кампанию демократического социалиста Берни Сандерса накануне выборов 2016 года; после того, как тот выбыл из гонки, призвала голосовать за Джилл Стайн от Партии зеленых.
Член профсоюза Американская федерация учителей. В июне 2020 года стала одним из лидеров самопровозглашенной Автономии Сиэтла. В декабре того же года Савант объявила о своем вступлении в Демократических социалистов Америки, при этом она подчеркнула, что остается действующим членом «Социалистической Альтернативы».